# بايدنس
بايدنس (مواليد 1905) هو سبّاح بلجيكي، مثّل بلاده في الألعاب الأولمبية الصيفية 1924.

## روابط خارجية
بايدنس على موقع أوليمبيديا (الإنجليزية)